# Savonnières

Savonnières este o comună în departamentul Indre-et-Loire, Franța. În 1 ianuarie 2022 avea o populație de 3.346 de locuitori.